# The Casting of Frank Stone
The Casting of Frank Stone é um jogo eletrônico de drama interativo e survival horror desenvolvido pela Supermassive Games e publicado pela Behavior Interactive. Ele foi revelado durante a premiação do The Game Awards em 2023. O jogo é situado no universo de Dead by Daylight e foi lançado em 3 de setembro de 2024 nas plataformas PlayStation 5, Xbox Series X/S e Microsoft Windows.

## Jogabilidade
O jogo se passa no verão de 1980 na cidade de Cedar Hills, Óregon, e acompanha quatro jovens aspirantes a cineastas que querem fazer um filme de terror em uma siderúrgica abandonada. Semelhante aos lançamentos anteriores da Supermassive Games, o jogo inclui uma narrativa com escolhas ramificadas, puzzles nos cenários e momentos com quick time events (QTEs). O líder sênior da equipe de roteiristas da Behavior Interactive, Justin Fragapane, acrescentou que "cada decisão que você toma determina a história – e pode ser a única coisa entre a vida e a morte para este grupo de jovens amigos". Os jogadores também terão que reunir pistas para descobrir mais informações sobre Cedar Hills.

## Enredo
A sombra de Frank Stone paira sobre Cedar Hills, uma cidade eternamente marcada pelo seu passado violento. Como um grupo de jovens amigos está prestes a descobrir, o legado encharcado de sangue de Stone é profundo, deixando cicatrizes em famílias, gerações e na própria estrutura da realidade.

## Desenvolvimento
Em maio de 2023 a Behavior Interactive anunciou que a Supermassive Games estava desenvolvendo um jogo de um jogador ambientado no universo de Dead by Daylight. The Casting of Frank Stone foi oficialmente revelado no The Game Awards 2023, onde um trailer do jogo foi exibido. O chefe de parcerias da Behavior, Mathieu Cote, disse que um jogo narrativo para um jogador no universo de Dead by Daylight era algo que o estúdio sempre quis fazer em algum momento, mas eles não tinham a experiência para um jogador, levando a equipe a procurar outro lugar, com Supermassive sendo a primeira equipe que eles contataram. Steve Goss, da Supermassive Games, disse que o jogo será familiar se os jogadores tiverem jogado alguns dos jogos narrativos anteriores do estúdio, mas também há "grandes seções do jogo que não se parecem em nada com um jogo Supermassive tradicional" por causa da conexão com a experiência de Dead by Daylight, com Goss acrescentando que existe um equilíbrio entre as duas coisas.

## Lançamento
The Casting of Frank Stone foi lançado no dia 3 de setembro de 2024 nas plataformas PlayStation 5, Xbox Series X/S e Microsoft Windows.